# Samsung Galaxy S24
Das Samsung Galaxy S24 ist die 15. Reihe der Samsung-Galaxy-S-Smartphones und es ist der Nachfolger der Galaxy S23-Serie. Die Geräte wurden am 17. Januar 2024 auf dem Galaxy Unpacked-Event zusammen mit Galaxy AI in San José angekündigt. Der Verkaufsstart der Modelle erfolgte am 31. Januar 2024. Das S24 FE wurde am 26. September 2024 vorgestellt und am 3. Oktober 2024 veröffentlicht.

## Modelle
Die Galaxy S24-Serie umfasst drei Geräte, die dieselben Modellgrößen und Bildschirmdiagonalen wie die vorherige Galaxy S23-Serie aufweisen. Das Galaxy S24 besitzt ein flaches 155-mm-Display (6,2 Zoll). Das Galaxy S24+ bietet ähnliche Hardware mit einem 168-mm-Display (6,7 Zoll). An der Spitze der Reihe steht das Galaxy S24 Ultra mit einem flachen 173-mm-Display (6,8 Zoll) und ohne gebogene Kanten.
Das S24 und S24+ sind in den USA, Kanada, China, Macau, Hongkong, Taiwan und Japan mit dem Snapdragon 8 Gen 3 ausgestattet, während in anderen Regionen wie Südkorea, Indien und dem Nahen Osten der Samsung Exynos 2400 verwendet wird. Das S24 Ultra ist weltweit mit dem Snapdragon 8 Gen 3 ausgestattet. Das S24 FE hingegen wird in allen Märkten, einschließlich Nordamerika, mit einer untertakteten Version des Exynos 2400, dem Exynos 2400e, ausgeliefert.

## Design
Das Galaxy S24 und S24+ sind in Aluminium- und Glasversionen erhältlich und werden in vier Standardfarben angeboten: Amber Yellow, Marble Gray, Cobalt Violet und Onyx Black. Darüber hinaus gibt es drei weitere Farben, die ausschließlich über die Samsung-Website verfügbar sind: Jade Green, Sapphire Blue und Sandstone Orange. Das S24 Ultra bietet dieselben Farben auch in einer Titan-Ausführung an.
Das Galaxy S24 FE ist in den Farben Blau, Graphite, Grau, Mint und Yellow erhältlich.
| Galaxy S24 und S24+ | Galaxy S24 und S24+ | Galaxy S24 und S24+ | Galaxy S24 Ultra | Galaxy S24 Ultra | Galaxy S24 Ultra | Galaxy S24 FE | Galaxy S24 FE | Galaxy S24 FE    |
| Farbe               | Name                | Online Exklusive    | Farbe            | Name             | Online Exklusive | Farbe         | Name          | Online Exklusive |
| ------------------- | ------------------- | ------------------- | ---------------- | ---------------- | ---------------- | ------------- | ------------- | ---------------- |
|                     | Onyx Black          | nein                |                  | Titanium Black   | nein             |               | Graphite      | nein             |
|                     | Marble Grey         | nein                |                  | Titanium Grey    | nein             |               | Grey          | nein             |
|                     | Amber Yellow        | nein                |                  | Titanium Yellow  | nein             |               | Yellow        | nein             |
|                     | Cobalt Violet       | nein                |                  | Titanium Violet  | nein             |               | Blue          | nein             |
|                     | Jade Green          | ja                  |                  | Titanium Green   | ja               |               | Mint          | nein             |
|                     | Sapphire Blue       | ja                  |                  | Titanium Blue    | ja               |               |               |                  |
|                     | Sandstone Orange    | ja                  |                  | Titanium Orange  | ja               |               |               |                  |

### Display
Die Galaxy S24-Serie verfügt über ein „Dynamic AMOLED 2X“-Display mit HDR10+-Unterstützung, einer Spitzenhelligkeit von 2600 Nits, LTPO- und „Dynamic Tone Mapping“-Technologie. Alle Modelle sind mit einem Ultraschall-Fingerabdrucksensor im Display ausgestattet. Die S24-Serie nutzt ein Display mit variabler Bildwiederholrate im Bereich von 1 Hz bis 120 Hz.
Das Galaxy S24 Ultra nutzt zusätzlich zu den Funktionen des S24+ Corning Gorilla Glass Armor Glass und LTPO-Technologie im Display, hat jedoch im Vergleich zum Galaxy S23 Ultra keine gebogenen Bildschirmränder mehr.
| Model     | Bildschirmgröße   | Bildschirmauflösung | Punktdichte | Seitenverhältnis | Max Bildwiederholfrequenz | Variable Bildwiederholrate | Form                             |
| --------- | ----------------- | ------------------- | ----------- | ---------------- | ------------------------- | -------------------------- | -------------------------------- |
| S24       | 157 mm (6.2 Zoll) | 2340×1080           | ~416 ppi    | 19.5:9           | 120 Hz                    | 1 Hz zu 120 Hz             | Abgerundete Ecken, flache Seiten |
| S24+      | 170 mm (6.7 Zoll) | 3120×1440           | ~513 ppi    | 19.5:9           | 120 Hz                    | 1 Hz zu 120 Hz             | Abgerundete Ecken, flache Seiten |
| S24 Ultra | 173 mm (6.8 Zoll) | 3120×1440           | ~505 ppi    | 19.5:9           | 120 Hz                    | 1 Hz zu 120 Hz             | Scharfe Ecken, flache Seiten     |
| S24 FE    | 170 mm (6.7 Zoll) | 2340×1080           | ~385 ppi    | 19.5:9           | 120 Hz                    | 1 Hz zu 120 Hz             | Abgerundete Ecken, flache Seiten |

### Kamera
Das Galaxy S24 und S24+ verfügen über einen 50 MP Weitwinkel-Sensor, einen 10 MP 3x Teleobjektiv-Sensor und einen 12 MP Ultraweitwinkel-Sensor. Das S24 Ultra ist mit einem 200 MP Weitwinkel-Sensor, einem 50 MP 5× Periskop Teleobjektiv-Sensor, einem 10 MP 3x Teleobjektiv-Sensor und einem 12 MP Ultraweitwinkel-Sensor ausgestattet. Die Frontkamera verwendet in allen drei Modellen einen 12 MP Sensor.
| Modelle                 | Modelle         | Galaxy S24 & S24+                                                            | Galaxy S24 Ultra                                                                          |
| ----------------------- | --------------- | ---------------------------------------------------------------------------- | ----------------------------------------------------------------------------------------- |
| Weitwinkelobjektiv      | Spezifikationen | 50 MP, f/1.8, 23 mm, 1/1.56", Dual Pixel PDAF, OIS                           | 200 MP, f/1.7, 23 mm, 1/1.3", PDAF, Laser AF, OIS                                         |
| Ultraweitwinkelobjektiv | Spezifikationen | 12 MP, f/2.2, 13 mm, 1/2.55", PDAF, 0.6x to 0.9x optical                     | 12 MP, f/2.2, 13 mm, 1/2.55", PDAF, 0.6x to 0.9x optical                                  |
| Teleobjektiv            | Spezifikationen | 10 MP, f/2.4, 70 mm, 1/3.94", PDAF, OIS, 3× optisches Tele, 30x Digital Zoom | 10 MP, f/2.4, 70 mm, 1/3.52", Dual Pixel PDAF, OIS, 3× optisches Tele, 30x digital zoom   |
| Periskop Teleobjektiv   | Spezifikationen | –                                                                            | 50 MP, f/3.4, 115 mm, 1/2.52", Dual Pixel PDAF, OIS, 5× optisches Tele, 100x digital zoom |
| Front                   | Spezifikationen | 12 MP, f/2.2, 25 mm, PDAF                                                    | 12 MP, f/2.2, 25 mm, PDAF                                                                 |

### Batterie
Das Galaxy S24, S24+, S24 Ultra und S24 FE sind jeweils mit nicht entfernbaren Lithium-Ionen-Akkus ausgestattet: Das S24 hat eine Kapazität von 4.000 mAh, das S24+ von 4.900 mAh, das S24 Ultra von 5.000 mAh und das S24 FE von 4.700 mAh. Das S24 und das S24 FE unterstützen eine Ladegeschwindigkeit von 25 Watt, während das S24+ und das S24 Ultra mit 45 Watt aufgeladen werden können.

### Konnektivität
Das Galaxy S24, S24+ und S24 FE unterstützen 5G SA/NSA/Sub6, Wi-Fi 6E und
Bluetooth 5.3, während das Galaxy S24 Ultra zusätzlich Wi-Fi 7 und Ultrabreitband (UWB) unterstützt. Alle Modelle unterstützen 5G mmWave ausschließlich in den USA.

### RAM und Speicher
Die Galaxy S24 Smartphones verfügen über 4.800 MT/s LPDDR5X-Speicher und Universal Flash Storage 3.1 mit 128 GB oder Version 4.0 mit 256 GB und mehr.
| Modelle    | Galaxy S24 | Galaxy S24 | Galaxy S24+ | Galaxy S24+ | Galaxy S24 Ultra | Galaxy S24 Ultra | Galaxy S24 FE | Galaxy S24 FE |
| Modelle    | RAM        | Speicher   | RAM         | Speicher    | RAM              | Speicher         | RAM           | Speicher      |
| ---------- | ---------- | ---------- | ----------- | ----------- | ---------------- | ---------------- | ------------- | ------------- |
| Variante 1 | 8 GB       | 128 GB     | –           | –           | 12 GB            | 256 GB           | 8 GB          | 128 GB        |
| Variante 2 | 8 GB       | 256 GB     | 12 GB       | 256 GB      | 12 GB            | 512 GB           | 8 GB          | 256 GB        |
| Variante 3 | 12 GB      | 256 GB     | 12 GB       | 512 GB      | 12 GB            | 1 TB             | -             | -             |
| Variante 4 | 8 GB       | 512 GB     | –           | –           | -                | -                | -             | -             |

### Software
Die Samsung Galaxy S24 Geräte wurden mit Android 14 und der Benutzeroberfläche One UI 6.1 veröffentlicht. Samsung hat 7 Jahre lang Sicherheitsupdates und Betriebssystem-Upgrades versprochen.
Die Geräte nutzen das von Google Gemini Nano-Sprachmodell, das bereits in ihrem eigenen Pixel 8 Pro verwendet wird.

## Rezeption

### Heißer S Pen
Einige Benutzer bemerkten, dass der S Pen des Galaxy S24 Ultra unangenehm riecht, wobei der Geruch mit „verbranntem Plastik“ verglichen wurde. Ein Moderator in den EU-Foren von Samsung erklärte:
„Darüber müssen Sie sich keine Sorgen machen. Während der S Pen in seiner Halterung ist, befindet er sich in der Nähe der internen Komponenten des Telefons, die beim Gebrauch Wärme erzeugen und das Plastik aufheizen. Dies kann nach verbranntem Geruch riechen, ist aber vergleichbar mit dem Geruch, den Sie erleben, wenn Sie Ihr Auto ein paar Stunden in der Sonne stehen lassen. Die Sitze und Kunststoffverkleidungen im Fahrzeug könnten heiß riechen, aber dieser Geruch wird nach dem Abkühlen nachlassen.“